# Teatrul dramatic de stat „Nadejda Aronețkaia”
Teatrul dramatic de stat „Nadejda Aronețkaia” este un teatru dramatic rus din orașul Tiraspol din Republica Moldova (zona separatistă transnistreană). Teatrul a fost fondat în anul 1969.